# Ahmad ibn Fadlán
Ahmad ibn Fadlán ibn al-Abbász ibn Rásid ibn Hammád, arabul: أحمد بن فضلان بن العباس بن راشد بن حماد (Bagdad, 877 – 960) arab földrajztudós, író és utazó, akit úti beszámolói tettek ismertté. Az Abbászida Kalifátus követségével együtt utazva eljutott a volgai bolgárok királyához, legismertebb feljegyzése a ruszokról íródott.

## A követség
921. június 21-én indult el Bagdadból a Volgai Bolgárországba az Almis elteber bolgár uralkodó udvarába, mint az abbászida kalifa, al-Muktadir (908–932) követének írnoka (titkára). A bolgár uralkodó és környezete iszlám hitre tért, de szükségük volt vallástanítókra. A kalifa szívesen küldte el a követséget, hiszen ezzel nem csak az iszlám hitet terjesztette, hanem sakkban is tarthatta volna az ellenséges Kazár Birodalmat.
A követség útja Nishapuron, Buharán és Hvárezmen keresztül vezetett, a selyemút mentén. Buharából visszatértek az Amu-darja folyóhoz és hajón jutottak el Ürgencsbe, ahol átteleltek. Innen 922. március 4-én indultak tovább. Habár ígéretet kaptak az úzoktól a szabad átvonuláshoz, mégis megtámadták őket útjukon, s csak a támadók megvesztegetése árán folytathatták útjukat. Több nagyobb folyón – Emba, Urál – átkeltve, a besenyők, majd a baskírok földjén áthaladva, 922. május 12-én érkeztek meg a bolgárokhoz.

## Beszámolói és jelentőségük

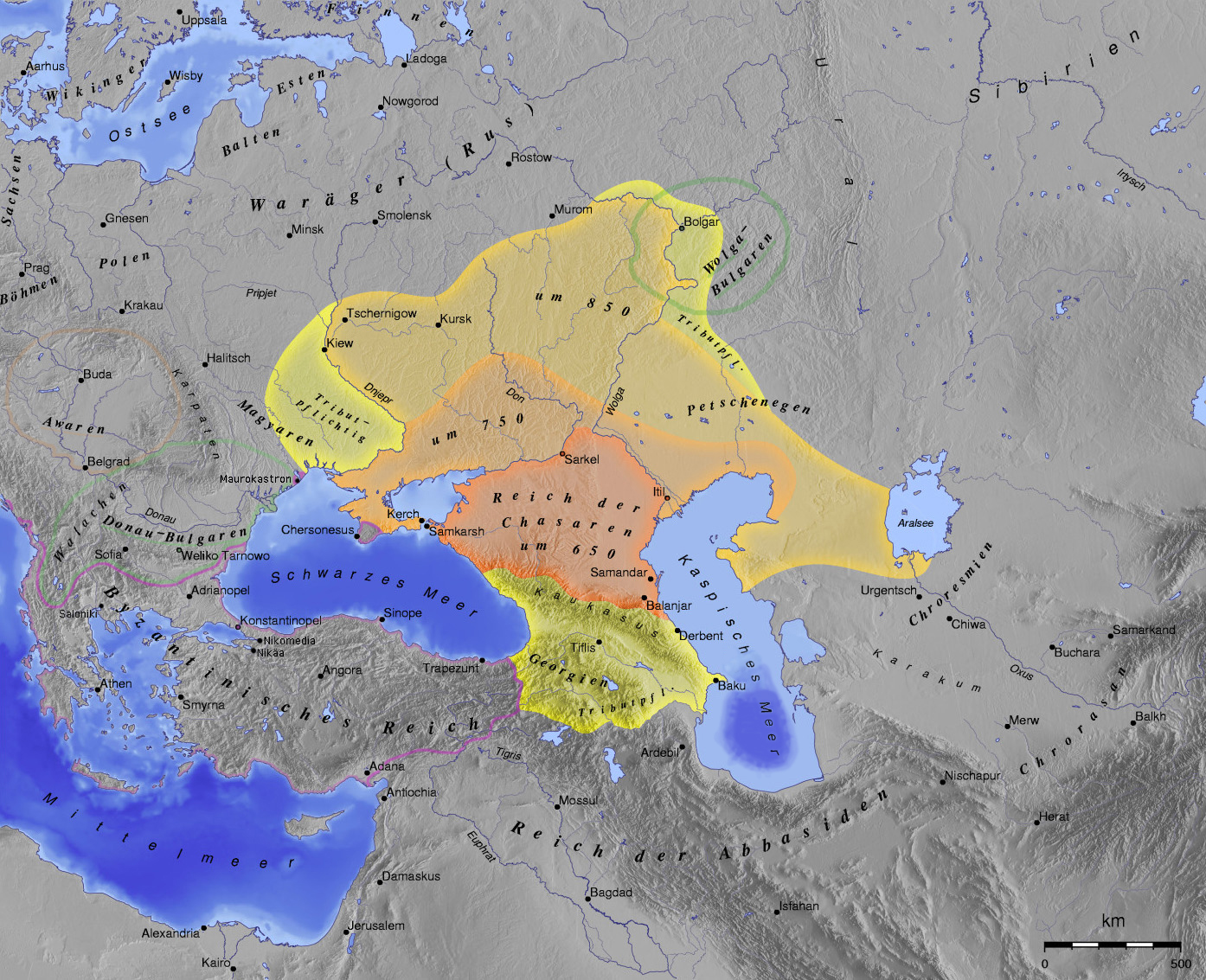
A kazárok és szomszédaik 850 körül

Ibn Fadlán úti beszámolója a Riszála („Beszámoló” vagy „Jelentés”) címet viseli. Ebben ír azokról a népekről, akikkel útközben találkozott, így olvashatunk a kazárokról, az úzokról (oguzokról), a besenyőkről, a baskírokról, a ruszokról és természetesen a volgai bolgárokról, akikről igen részletesek a feljegyzései. Sajnos az eredeti kéziratok egy kivételével megsemmisültek, s így sokáig csak Jákút 13. századi művéből ismerhettük a megsemmisült feljegyzések tartalmát, aki Ibn Fadlán beszámolóit is felhasználta műve megírásakor. Azonban 1923-ban előkerült egy eredeti kézirat az iráni Meshed városában, így most már eredetiben is olvashatjuk a feljegyzéseket.
Jóval fontosabbak a kazárokról, a ruszokról és Viszúról (Permi terület) íródott beszámolói. Ezeknek nagy hasznát veszik a magyar őstörténet kutatói is.
Szerinte Viszú lakosai coboly- és rókaprémmel kereskednek a türkökkel, akik juhokat adnak cserébe.
Ibn Fadlán így ír a ruszokról: "Láttam a ruszokat, amint kereskedő útjukról megérkeztek, és lehorgonyoztak az Atul [Volga] folyón. Sosem találkoztam tökéletesebb fizikumú emberekkel, magasak, akár a datolyapálma, és vörösek."
Később így beszélte el a temetkezési szokásaikat: "Mondták nekem, hogy a főnökök halálakor a hamvasztás csak a legkisebb része a temetési szertartásnak, ezért nagyon érdekelt, hogy többet is megtudjak erről a kérdésről. Egy napon azt hallottam, hogy egyik vezérük meghalt. (...) Ha azonban gazdag férfi temetésére készülnek, akkor vagyonát, javait három részre osztják: egy részét kapja a család, egy másikból elkészítik a síri ruházatot, a harmadik rész árán pedig nabibot [sört] készítenek, melyet aznap isznak meg, amikor a halott rabszolganőjét megölik és gazdájával együtt elégetik. (...) A tűz hamarosan elharapózott a farakáson, azután a hajón, belekapott a sátorba, a férfiba és a nőbe és mindent elemésztett."
A kettős fejedelemség intézményéről pedig a következőképpen emlékezik meg: "A királynak van egy helyettese, aki a seregeket vezeti a csatában, megverekszik a király ellenségeivel, és az alattvalók számára kihallgatást tart."

## Magyarul
- Beszámoló a volgai bolgárok földjén tett utazásról; arab eredetiből ford., jegyz., utószó Simon Róbert; Corvina, Bp., 2007 (Keleti források)

## Oroszul
- Путешествие Ибн-Фадлана на Волгу Fordította, jegyzetekkel ellátta A.P. Kovalevszkij (1895–1969), Szovjet TA kiadója, 1939